# Vestfold
Vestfold er et  norsk fylke som grænser til Buskerud, Telemark og Østfold. Det blev med Regionsreformen i Norge,  1. januar 2020  lagt sammen med Telemark fylke til Vestfold og Telemark fylke. Det   blev reetableret som fylke den 1. januar 2024 efter at Vestfold og Telemark fylke blev opløst fra samme dato.
Det var Norges næstmindste fylke, beliggende ved Oslofjordens vestside. Befolkningen udgør 4,7 % af landets samlede indbyggertal. Fylkesadministrationen lå  i Tønsberg som også er største handelsby i fylket.

## Historie
Historisk er Vestfold særlig kendt for en stor mængde gravhøje fra bronzealderen, betydningsfulde vikingskibsfund og for Norges første bysamfund, Kaupang, i Tjølling øst for Larvik, og for landets ældste nuværende by, Tønsberg. I nyere historie har særlig hvalfangsten i Sydhavet været vigtig.

### Vikingetiden
I 800-tallet bestod det senere norske rigsområde af ca. 30 småriger. Vestfold udgjorde da, sammen med Lier og Eiker i Buskerud, et selvstændigt kongedømme og lokale høvdinge havde etableret et dynasti som senere kunne samle Norge til et rige. Familien til Harald Hårfagre, Norges første konge, kom således fra Vestfold.
Vestfold fylke blev etableret i 1919 som en videreføring af det tidligere Jarlsberg og Larviks Amt. Sidstnævnte blev selv etableret i 1821 da grevskaberne Laurvig og Jarlsberg blev afviklet og slået sammen til et fælles amt.

## Kommuner
Vestfold fylke har 14 kommuner:
1. Andebu
2. Hof
3. Holmestrand
4. Horten
5. Lardal
6. Larvik
7. Nøtterøy
8. Re
9. Sande
10. Sandefjord
11. Stokke
12. Svelvik
13. Tjøme
14. Tønsberg